# Максима Горького (Ульяновська область)
Максима Горького (рос. Максима Горького) — селище в Ульяновському районі Ульяновської області Російської Федерації.
Населення становить 79 осіб. Входить до складу муніципального утворення Тетюське сільське поселення.

## Історія
Від 2004 року входить до складу муніципального утворення Тетюське сільське поселення.

## Населення
| 2010 |
| ---- |
| 79   |